# Formă (biologie)
Forma este  unitatea taxonomică cea mai mică în biologie, inferioară subspeciei și rasei. Această unitate taxonomică se referă fie la un singur individ, cu caracterele sale morfologice și fiziologice fie la un grup de indivizi. Unități sistematice în biologie inferioare formei nu sunt. Un exemplu este al speciei Mitylus galloprovincialis sau midia din Marea Neagră. Într-o poplație se găsesc indivizi care se deosebesc prin aspectul valvelor. Astfel, unii au  valvele mai late și aceștia au fost clasificați ca aparținând formei dilatata. Denumirea științifică a unui astfel de individ este Mitylus galloprovincialis forma dilatata.